# The Fashion
The Fashion war eine dänische Band aus Kopenhagen. Sie existierte von 2002 bis 2011. Ihr Musikstil lässt sich als einen Mix von The Rapture, Beastie Boys, Head Automatica und LCD Soundsystem beschreiben.
Das Debütalbum Rock Rock Kiss Kiss Combo erschien im September 2003. Ihr aktuelles Album The Fashion erschien im Februar 2008. Mit der Veröffentlichung dieses Albums tourte die Band im Frühjahr durch Europa und die USA.

## Diskografie

### Alben
- 2003: Rock Rock Kiss Combo
- 2008: The Fashion

### Singles
- 2008: Solo Impala (Take the Money and Run)
- 2008: Like Knives